# Aéroport de Guidonia
L'aéroport militaire de Guidonia est une base aérienne située à Guidonia Montecelio, commune de la ville métropolitaine de Rome Capitale à 26 km du centre de Rome.
La base, dont l'origine remonte à 1916, a été conçue par Angelo Giuseppe Rossellini, le père du cinéaste Roberto Rossellini. Elle est dotée d'une piste en asphalte de 1 470 m, d'une seconde en gazon de 1 200 m et est gérée par l'Aeronautica Militare. Elle est ouverte au trafic commercial et civil.